# Țărancă citind (pictură de Nicolae Grigorescu)
Acest articol dezvoltă secțiunea Opera a articolului principal Nicolae Grigorescu.
Țărancă citind este o pictură realizată de pictorul român Nicolae Grigorescu în anul 1896. Lucrarea aparține Muzeului Național de Artă al României. Tabloul a fost dat de către artist prietenului său, criticul de artă William Ritter. Există în acest sens un text olograf al pictorului direct pe pânza pe care a fost pictat motivul, care spune A mon tres cher ami / W. Ritter / Grigoresco 1896.
Această lucrare este un exemplu tipic care ilustrează deosebirea dintre o pictură pornită de la o observație adevărată și o alta de chic, cum se spune de obicei în limbajul de atelier. De fapt acest tablou este o eboșă care a rămas în prima fază a execuției sale. Se vede clar, într-un mod evident, că ea a fost făcută după model cu o mare pasiune și cu mult drag. Probabil că tabloul a fost dăruit lui William Ritter la o vizită a acestuia la casa pictorului de la Câmpina.
Fără să se oprească la niciun amănunt, la niciun detaliu, în câteva trasări de pensulă și folosind doar câteva tonuri de culoare, cu o măestrie a mâinii și cu un brio incomparabil, Grigorescu a realizat siluenta unei țărănci, poate a soției lui. Ea este așezată pe o bancă, picior peste picior, și citește o carte cu capul aplecat. Nu este definit aproape nimic, nimic nu este terminat, și totuși atitudinea redată face ca femeia să trăiască în fața privitorului, respirând proiectată pe un fond evocat cu atâta sensibilitate de un adevărat maestru al penelului.
Aflându-se în fața unei atât de complete reușite, privitorul nu poate decât să regrete felul de tratare a atâtor portrete de țărăncuțe pe care pictorul le-a făcut, și a atâtor primăveri (țărăncuțe în peisaj) realizate la finele carierei lui, când nu a știut să reziste adulatorilor și a neversaților în artă.